# César-díjak 2015
A 40. César-díj átadó ünnepségre, amelyen a 2014-ben forgalomba hozott, s a francia filmes szakma képviselői által legjobbnak ítélt francia alkotásokat részesítik elismerésben, 2015. február 20-án került sor a párizsi Châtelet Színházban, Dany Boon színész-rendező elnökletével. Az ünnepség ceremóniamesterének Édouard Baer színész-rendező-producert kérték fel.

## Jelölések és díjak
A díjra jelölt filmek, alkotók és szereplők listáját, melyet az Filmművészeti és Filmtechnikai Akadémia (AATC) 4509 tagja 636 filmből és 3376 személyből állított össze, 2015. január 28-án hozták ünnepélyes keretek között nyilvánosságra.
A filmek szűkített, végleges listáján két alkotás kapott kiemelkedő számú jelölést: kilencet Thomas Cailley A küzdők és tízet Bertrand Bonello Saint Laurent című filmdrámája. Az előbbi három díjat nyert (legjobb elsőfilm, legjobb színésznő és legígéretesebb fiatal színész), míg az utóbbi – a gála legnagyobb veszteseként – csupán egyet (legjobb jelmez).
Valósággal tarolt a mauritániai-francia rendező, Abderrahmane Sissako aktuális témát, egy jellegzetes iszlám fanatikus csoport tevékenységét és jellemző figuráit hiteles környezetben, hiteles módon bemutató balladisztikus filmdrámája, az Osca-díjra is jelölt Timbuktu: nyolc jelölésből hét Césart vihetett el (legjobb film, legjobb rendező, legjobb operatőr, legjobb forgatókönyv, legjobb filmzene, legjobb vágás és legjobb hang). Ugyancsak a Timbuktu: sikerét mutatja, hogy a César-díjhoz kapcsolódó Daniel Toscan du Plantier-díjat, melyet 2015. február 16-án adtak át, a film producere, Sylvie Pialat (Les Films du Worso produkciós iroda) kapta.
A  legjobb animációs film kategóriában ez évben is két díjat osztottak ki, egyet egy nagy-, egyet pedig egy kisfilmnek.
Az Akadémia vezetése úgy döntött, hogy életművével ez évben a tiszteletbeli Césart Sean Penn amerikai színész és rendező érdemelte ki, akinek a trófeát Marion Cotillard nyújtotta át.
Alapításának 40. évfordulója alkalmából az AATC új díjat hozott létre A Filmművészeti és Filmtechnikai Akadémia aranyérme elnevezéssel azon francia filmes szakemberek elismerésére, akik „kivételesen sok filmkészítői, vállalkozói és pedagógiai energia befektetésével képesek voltak megmutatni a francia filmipar dinamizmusát az egész világnak”. Az állami pénzverdében egyetlen példányban készült aranyérmét Luc Besson filmrendező-producernek nyújtották át egy, a gála előtt egy hónappal rendezett díszvacsorán, „a francia filmművészethez való három évtizedes művészeti és vállalkozói hozzájárulásáért”.
A legjobb külföldi film kategória előzetes jelöltjei között két magyar vonatkozású alkotás is szerepelt: Szász János A nagy füzet című alkotása, valamint a Mundruczó Kornél Fehér isten című filmdrámája, melyek azonban a végső válogatásba már nem kerültek be.
| Díjak                            | Jelöltek |
| -------------------------------- | --- |
| Legjobb film                     | - Timbuktu, rendezte: Abderrahmane Sissako - A küzdők (Les combattants), rendezte: Thomas Cailley - Keleti fiúk (Eastern Boys), rendezte: Robin Campillo - A Bélier család (La famille Bélier), rendezte: Eric Lartigau - Hippokratész (Hippocrate), rendezte: Thomas Lilti - Saint Laurent, rendezte: Bertrand Bonello - Sils Maria felhői (Clouds of Sils Maria), rendezte: Olivier Assayas                                                                                                 |
| Legjobb rendező                  | - Abderrahmane Sissako – Timbuktu - Céline Sciamma – Csajkor (Bande de filles) - Thomas Cailley – A küzdők (Les combattants) - Robin Campillo – Keleti fiúk (Eastern Boys) - Thomas Lilti – Hippokratész (Hippocrate) - Bertrand Bonello – Saint Laurent - Olivier Assayas – Sils Maria felhői (Clouds of Sils Maria) |
| Legjobb színésznő                | - Adèle Haenel – A küzdők (Les combattants) - Juliette Binoche – Sils Maria felhői (Clouds of Sils Maria) - Marion Cotillard – Két nap, egy éjszaka (Deux jours, une nuit) - Catherine Deneuve – A házmester (Dans la cour) - Emilie Dequenne – Pas son genre - Sandrine Kiberlain – Odavan érte (Elle l'adore) - Karin Viard – A Bélier család (La famille Bélier) |
| Legjobb színész                  | - Pierre Niney – Yves Saint Laurent - Niels Arestrup – Az utolsó éjszaka Párizsban (Diplomatie) - Guillaume Canet – Legközelebb a szívre célzok (La prochaine fois je viserai le coeur) - François Damiens – A Bélier család (La famille Bélier) - Romain Duris – Az új barátnő (Une nouvelle amie) - Vincent Lacoste – Hippokratész (Hippocrate) - Gaspard Ulliel – Saint Laurent |
| Legjobb mellékszereplő színésznő | - Kristen Stewart – Sils Maria felhői (Clouds of Sils Maria) - Marianne Denicourt – Hippokratész (Hippocrate) - Claude Gensac – Lulu szabadon (Lulu femme nue) - Izïa Higelin – Samba - Charlotte Le Bon – Yves Saint Laurent |
| Legjobb mellékszereplő színész   | - Reda Kateb – Hippokratész (Hippocrate) - Eric Elmosnino – A Bélier család (La famille Bélier) - Guillaume Gallienne – Yves Saint Laurent - Louis Garrel – Saint Laurent - Jérémie Renier – Saint Laurent |
| Legígéretesebb fiatal színésznő  | - Louane Emera – A Bélier család (La famille Bélier) - Lou de Laâge – Lélegezz! (Respire) - Joséphine Japy – Lélegezz! (Respire) - Ariane Labed – Fidelio – Alice utazása (Fidelio, l’odyssée d’Alice) - Karidja Touré – Csajkor (Bande de filles) |
| Legígéretesebb fiatal színész    | - Kévin Azaïs – A küzdők (Les combattants) - Ahmed Dramé – Emlékek őrzői (Les héritiers) - Kirill Emelyanov – Keleti fiúk (Eastern Boys) - Pierre Rochefort – Un beau dimanche - Marc Zinga – Qu'Allah bénisse la France |
| Legjobb operatőr                 | - Sofian El Fani – Timbuktu - Christophe Beaucarne – A szépség és a szörnyeteg (La belle et la bête) - Josée Deshaies – Saint Laurent - Yorick Le Saux – Sils Maria felhői (Clouds of Sils Maria) - Thomas Hardmeier – Yves Saint Laurent |
| Legjobb vágás                    | - Nadia Ben Rachid – Timbuktu - Lilian Corbeille – A küzdők (Les combattants) - Christel Dewynter – Hippokratész (Hippocrate) - Frédéric Baillehaiche – Party Girl - Fabrice Rouaud – Saint Laurent |
| Legjobb eredeti forgatókönyv     | - Abderrahmane Sissako, Kessen Tall – Timbuktu - Thomas Cailley, Claude Le Pape – A küzdők (Les combattants) - Victoria Bedos, Stanislas Carré De Malberg, Eric Lartigau, Thomas Bidegain – A Bélier család (La famille Bélier) - Thomas Lilti, Baya Kasmi, Julien Lilti, Pierre Chosson – Hippokratész (Hippocrate) - Olivier Assayas – Sils Maria felhői (Clouds of Sils Maria) |
| Legjobb adaptáció                | - Cyril Gely, Volker Schlöndorff – Az utolsó éjszaka Párizsban (Diplomatie) - Mathieu Amalric, Stéphanie Cléau – A kék szoba (La chambre bleue) - Sólveig Anspach, Jean-Luc Gaget – Lulu szabadon (Lulu femme nue) - Lucas Belvaux – Pas son genre - Cédric Anger – Legközelebb a szívre célzok (La prochaine fois je viserai le coeur) |
| Legjobb filmzene                 | - Amine Bouhafa – Timbuktu - Jean-Baptiste de Laubier – Csajkor (Bande de filles) - Béatrice Thiriet – Madarak és emberek (Bird People) - Lionel Flairs, Benoît Rault, Philippe Deshaies – A küzdők (Les combattants) - Ibrahim Maalouf – Yves Saint Laurent |
| Legjobb hang                     | - Philippe Welsh, Roman Dymny, Thierry Delor – Timbuktu - Pierre André, Daniel Sobrino – Csajkor (Bande de filles) - Jean-Jacques Ferran, Nicolas Moreau, Jean-Pierre Laforce – Bird People - Jean-Luc Audy, Guillaume Bouchateau, Niels Barletta – A küzdők (Les combattants) - Nicolas Cantin, Nicolas Moreau, Jean-Pierre Laforce – Saint Laurent |
| Legjobb díszlet                  | - Thierry Flamand – A szépség és a szörnyeteg (La belle et la bête) - Jean-Philippe Moreaux – La French - Katia Wyszkop – Saint Laurent - Sebastian Birchler – Timbuktu - Aline Bonetto – Yves Saint Laurent |
| Legjobb jelmez                   | - Anaïs Romand – Saint Laurent - Pierre-Yves Gayraud – A szépség és a szörnyeteg (La Belle et la bête) - Carine Sarfati – La French - Pascaline Chavanne – Az új barátnő (Une nouvelle amie) - Madeline Fontaine – Yves Saint Laurent |
| Legjobb elsőfilm                 | - A küzdők (Les combattants), rendezte: Thomas Cailley - Odavan érte (Elle l'adore), rendezte: Jeanne Herry - Fidelio – Alice utazása (Fidelio, l’odyssée d’Alice), rendezte: Lucie Borleteau - Party Girl, rendezte: Marie Amachoukeli, Claire Burger, Samuel Theis - Qu'Allah bénisse la France, rendezte: Abd Al Malik |
| Legjobb animációs film           | - Csodabogarak – Az elveszett hangyák völgye (Minuscule - La vallée des fourmis perdues), rendezte: Thomas Szabo, Hélène Giraud - A tenger dala (Song of the Sea), rendezte: Tomm Moore - Jack et la mécanique du coeur, rendezte: Mathias Malzieu, Stéphane Berla |
| legjobb animációs rövidfilm      | - Les petits cailloux, rendezte: Chloé Mazlo - Bang Bang !, rendezte: Julien Bisaro - La bûche de Noël, rendezte: Vincent Patar, Stéphane Aubier - La petite casserole d'Anatole, rendezte: Eric Montchaud |
| Legjobb dokumentumfilm           | - A föld sója (The Salt of the Earth), rendezte: Wim Wenders, Juliano Ribeiro Salgado - Caricaturistes, fantassins de la démocratie, rendezte: Stéphanie Valloatto - Les chèvres de ma mère, rendezte: Sophie Audier - Bábeli iskola (La cour de Babel), rendezte: Julie Bertuccelli - National Gallery, rendezte: Frederick Wiseman |
| Legjobb rövidfilm                | - La femme de Rio, rendezte: Emma Luchini, Nicolas Rey - Aïssa, rendezte: Clément Tréhin-Lalanne - Inupiluk, rendezte: Sébastien Betbeder - Les jours d'avant, rendezte: Karim Moussaoui - Oů je mets ma pudeur, rendezte: Sébastien Bailly - La virée à Paname, rendezte: Carine May, Hakim Zouhani |
| Legjobb külföldi film            | - Anyu (Mommy), rendezte: Xavier Dolan CAN - 12 év rabszolgaság (12 Years A Slave), rendezte: Steve Mcqueen USA, UK - A Grand Budapest Hotel (The Grand Budapest Hotel), rendezte: Wes Anderson UK, GER, USA - Ida, rendezte: Paweł Pawlikowski POL, DEN, FRA, UK - Két nap, egy éjszaka (Deux jours, une nuit), rendezte: Jean-Pierre és Luc Dardenne BEL, FRA, ITA - Sráckor (Boyhood), rendezte: Richard Linklater USA - Téli álom (Kis uykusu), rendezte: Nuri Bilge Ceylan TUR, FRA, GER |
| Tiszteletbeli César              | - Sean Penn – életművéért |

## Többszörös jelölések és elismerések
A statisztikában a különdíjak nem lettek figyelembe véve.
| Jelölés | Díj | Magyar cím                  | Eredeti cím                           |
| ------- | --- | --------------------------- | ------------------------------------- |
| 10      | 1   | ––––                        | Saint Laurent                         |
| 9       | 3   | A küzdők                    | Les combattants                       |
| 8       | 7   | Timbuktu                    | Timbuktu                              |
| 7       | 1   | Hippokratész                | Hippocrate                            |
| 7       | 1   | Yves Saint Laurent          | Yves Saint Laurent                    |
| 6       | 1   | A Bélier család             | La famille Bélier                     |
| 6       | 1   | Sils Maria felhői           | Clouds of Sils Maria                  |
| 4       | 0   | Csajkor                     | Bande de filles                       |
| 3       | 1   | A szépség és a szörnyeteg   | La Belle et la bête                   |
| 3       | 0   | Keleti fiúk                 | Eastern Boys                          |
| 2       | 1   | Az utolsó éjszaka Párizsban | Diplomatie                            |
| 2       | 0   | Az új barátnő               | Une nouvelle amie                     |
| 2       | 0   | Fidelio – Alice utazása     | Fidelio, l’odyssée d’Alice            |
| 2       | 0   | Két nap, egy éjszaka        | Deux jours, une nuit                  |
| 2       | 0   | –––                         | La French                             |
| 2       | 0   | Legközelebb a szívre célzok | La prochaine fois je viserai le coeur |
| 2       | 0   | Lélegezz!                   | Respire                               |
| 2       | 0   | Lulu szabadon               | Lulu femme nue                        |
| 2       | 0   | Odavan érte                 | Elle l'adore                          |
| 2       | 0   | Party Girl                  | Party Girl                            |
| 2       | 0   | –––                         | Pas son genre                         |
| 2       | 0   | –––                         | Qu'Allah bénisse la France            |